# Lista de episódios de Yu Yu Hakusho
Yu Yu Hakusho é uma série de anime baseada no mangá de mesmo nome, escrito e ilustrado por Yoshihiro Togashi. Foi dirigida por Noriyuki Abe e co-produzida pela Fuji Television, Yomiko Advertising, e pelo estúdio Pierrot. A série, composta de 112 episódios, foi exibida de 10 de outubro de 1992 a 7 de janeiro de 1995 pela Fuji Television. Os episódios foram lançados em 23 videocassetes pela Pony Canyon de 1 de janeiro de 1995 a 6 de dezembro de 1995. Eles também foram lançados em 28 volumes de DVD por Beam Entertainment, com os volumes 8-14 sendo lançados em 25 de março de 2002, já os volumes 15-21 foram lançados em 25 de abril de 2002 e os volumes de 22-28 foram lançados em 25 de maio de 2002. O anime diferia de seu material de origem que é o mangá contendo diferentes níveis de violência e palavrões, bem como pequenas variações de estilo da arte de um para o outro. Em 1996, a série foi licenciada pela Tikara Filmes para sua distribuição no Brasil. A dublagem da série ficou a cargo do estúdio Audio News, sob direção de Marco Ribeiro, que também dublou o protagonista Yusuke. Após a falência da Tikara em 1998, a série foi readquirida pela Cloverway em 2004, fazendo com que a série ganhasse uma nova dublagem, pelo mesmo estúdio, e mantendo as vozes dos personagens principais.

## Saga do Detetive Espiritual
| N.º | Título original | Título no Brasil                             | Exibição original       |
| --- | --- | -------------------------------------------- | ----------------------- |
| 1   | "Uma Morte Inesperada" Transliteração: "Shindara Odoroita" (em japonês: 死んだらオドロいた)                                                                                  | A Morte                                      | 10 de Outubro de 1992   |
| 2   | "Koenma do Mundo Espiritual! O Teste para a Ressurreição" Transliteração: "Reikai no Koenma! Fukkatsu e no Shiren" (em japonês: 霊界のコエンマ! 復活への試練)                | No Mundo Espiritual - Teste da Ressurreição  | 17 de Outubro de 1992   |
| 3   | "Kuwabara Encurralado! A Promessa de um Homem" Transliteração: "Oitsumerareta Kuwabara! Otoko no Chikai" (em japonês: 追いつめられた桑原! 男の誓い)                          | A Promessa de um Homem                       | 24 de Outubro de 1992   |
| 4   | "Fogo Ardente! Os Laços Entre os Apaixonados" Transliteração: "Atsuki Honō! Koibito no Kizuna" (em japonês: 熱き炎! 恋人のきずな)                                            | O Fogo Ardente                               | 31 de Outubro de 1992   |
| 5   | "A Ressurreição de Yusuke! Uma Nova Missão" Transliteração: "Yūsuke Fukkatsu! Aratanaru Shimei" (em japonês: 幽助復活! 新たなる使命)                                         | A Ressurreição - A Nova Missão               | 7 de Novembro de 1992   |
| 6   | "Os Três Youkais! Hiei, Kurama e Gouki" Transliteração: "Sanbiki no Yōkai! Hiei, Kurama, Gōki" (em japonês: 三匹の妖怪! 飛影・蔵馬・剛鬼)                                    | Os Misteriosos Ladrões: Hiei, Kurama e Gouki | 14 de Novembro de 1992  |
| 7   | "O Segredo de Kurama?! Os Laços de Mãe e Filho" Transliteração: "Kurama no Himitsu?! Haha to Ko no Kizuna" (em japonês: 蔵馬の秘密?! 母と子のきずな)                         | O Segredo de Kurama                          | 21 de Novembro de 1992  |
| 8   | "Keiko em Perigo! A Transformação Jagan de Hiei" Transliteração: "Keiko Ayaushi! Jaganshi Hiei" (em japonês: 螢子あやうし! 邪眼師・飛影)                                     | O Rapto de Keiko                             | 28 de Novembro de 1992  |
| 9   | "O Sucessor de Genkai - A Abertura do Torneio" Transliteração: "Genkai no Keishōsha - Tournament Kaishi" (em japonês: 幻海の継承者 トーナメント開始)                         | O Sucessor                                   | 5 de Dezembro de 1992   |
| 10  | "Batalha na Escuridão! A Reiken de Kuwabara" Transliteração: "Kurayami no Shitō! Kuwabara Reiki no Ken" (em japonês: 暗闇の死闘! 桑原・霊気の剣)                             | A Batalha na Escuridão                       | 12 de Dezembro de 1992  |
| 11  | "A Dura Batalha de Yusuke! Contra-atacando Ferido!!" Transliteração: "Yūsuke Kurusen! Kizudarake no Hangeki!!" (em japonês: 幽助苦戦! 傷だらけの反撃!!)                      | A Dura Batalha                               | 19 de Dezembro de 1992  |
| 12  | "Rando Aparece! A Grande Derrota de Kuwabara" Transliteração: "Randō Arawaru! Kuwabara Munen no Haiboku" (em japonês: 乱童あらわる! 桑原無念の敗北)                          | A Derrota de Kuwabara                        | 26 de Dezembro de 1992  |
| 13  | "Yusuke VS Rando - Os Feitiços do Caos!!" Transliteração: "Yūsuke VS Randō - Midarire Tobu Yōjitsu!!" (em japonês: 幽助VS乱童 乱れとぶ妖術!!)                                | Lando VS Yusuke                              | 9 de Janeiro de 1993    |
| 14  | "As 4 Bestas do Labirinto do Castelo! Desafio do Mundo Espiritual" Transliteração: "Meikyū Shiro no Shiseijū! Reikai e no Chōsen" (em japonês: 迷宮城の四聖獣! 霊界への挑戦) | Desafio do Mundo do Além                     | 16 de Janeiro de 1993   |
| 15  | "A Linda Dança da Rosa! O Elegante Kurama" Transliteração: "Utsukushiki Bara no Mai! Karei Naru Kurama" (em japonês: 美しきバラの舞! 華麗なる蔵馬)                           | A Dança da Rosa                              | 23 de Janeiro de 1993   |
| 16  | "Cresça, Rei-ken! Kuwabara, a Luta de um Homem" Transliteração: "Tobi yo Reiken! Kuwabara, Otoko no Shōbu" (em japonês: 伸びよ霊剣! 桑原・男の勝負)                          | A Luta do Machão Kuwabara                    | 30 de Janeiro de 1993   |
| 17  | "O Rugido Infernal de Byakko" Transliteração: "Byakko, Jigoku no Otakebi" (em japonês: 白虎・地獄の雄叫び)                                                                   | Byakku no Inferno                            | 6 de Fevereiro de 1993  |
| 18  | "A Batalha de Hiei! A Espada Dilacerante" Transliteração: "Hiei Shusen! Kirisaku Ken" (em japonês: 飛影出戦! 切り裂く剣)                                                     | A Fúria de Hiei                              | 13 de Fevereiro de 1993 |
| 19  | "Suzaku, o Último das 4 Bestas!" Transliteração: "Saigo no Shiseijū, Suzaku!" (em japonês: 最後の四聖獣・朱雀!)                                                              | O Último Monstro, Suzaku                     | 20 de Fevereiro de 1993 |
| 20  | "Choque de Técnicas Secretas! Os Sete Suzaku" Transliteração: "Okugi Gekitotsu! Shichi Nin no Suzaku" (em japonês: 奥義激突! 七人の朱雀)                                     | O Incrível Suzaku                            | 27 de Fevereiro de 1993 |
| 21  | "O Contra-ataque de Vida ou Morte de Yusuke" Transliteração: "Yūsuke, Inochi o Kaketa Hangeki" (em japonês: 幽助・命を賭けた反撃)                                            | Yusuke, a Dura Batalha                       | 6 de Março de 1993      |
| 22  | "Yukina, a Bela e Triste Garota" Transliteração: "Kanashimi Bishōjo, Yukina" (em japonês: 悲しみの美少女・雪菜)                                                              | Yukina, a Triste Garota                      | 13 de Março de 1993     |
| 23  | "Mensageiros das Trevas! Os Irmãos Toguro" Transliteração: "Yami no Shisha! Toguro Kyōdai" (em japonês: 闇の使者! 戸愚呂兄弟)                                                | Os Mensageiros das Trevas                    | 20 de Março de 1993     |
| 24  | "Inimigos Terrivelmente Poderosos! Os Três Ogros" Transliteração: "Osoroshiki Kyōteki! San Kishū" (em japonês: 恐ろしき強敵! 三鬼衆)                                         | Três Monstros - Terríveis Inimigos           | 27 de Março de 1993     |
| 25  | "Queime, Kuwabara! O Profundo Poder do Amor" Transliteração: "Moero Kuwabara! Ai no Sokojikara" (em japonês: 燃えろ桑原! 愛の底力)                                           | Kuwabara Age por Amor                        | 10 de Abril de 1993     |

## Saga do Torneio das Trevas
| N.º | Título original | Título no Brasil                      | Exibição original      |
| --- | --- | ------------------------------------- | ---------------------- |
| 26  | "Convite para o Torneio das Trevas" Transliteração: "Ankoku Bujutsukai e no Shōtaisha" (em japonês: 暗黒武術会への招待者)                                                      | Convite ao Torneio dos Monstros       | 17 de Abril de 1993    |
| 27  | "Partida da Morte! Para a Ilha do Inferno" Transliteração: "Shi no Funede! Jigoku no Shima e" (em japonês: 死の船出! 地獄の島へ)                                               | Partida para a Ilha das Trevas        | 24 de Abril de 1993    |
| 28  | "Um Pequeno e Poderoso Inimigo! A Técnica Secreta de Rinku" Transliteração: "Chīsana Kyōteki! Rinku no Higi" (em japonês: 小さな強敵! 鈴駒の秘技)                              | O Pequeno e Terrível Inimigo Linko    | 1 de Maio de 1993      |
| 29  | "Kurama Faz Brotar Flores do Sangue!" Transliteração: "Chi no Hana o Sakasu Kurama!" (em japonês: 血の花を咲かす蔵馬!)                                                         | Kurama e o seu Golpe da Flor          | 8 de Maio de 1993      |
| 30  | "A Técnica Secreta Incompleta: Chamas do Dragão das Trevas" Transliteração: "Mikan no Oshigi - Ensatsu Kokuryūha" (em japonês: 未完の奥義・炎殺黒龍波)                         | As Chamas Mortais                     | 15 de Maio de 1993     |
| 31  | "Guerreiro Embriagado! O Punho Bêbado de Chu" Transliteração: "Yoidore Senshi! Chū no Suiken" (em japonês: よいどれ戦士! 酎の酔拳)                                             | Os Golpes do Bêbado Tiyu              | 22 de Maio de 1993     |
| 32  | "Luta Mortal na Ponta da Faca" Transliteração: "Naifu Ejji Desu Matchi" (em japonês: ナイフエッジデスマッチ)                                                                   | A Luta Decisiva                       | 29 de Maio de 1993     |
| 33  | "Colisão! Decididos os 8 Melhores Times" Transliteração: "Gekitotsu! Besuto Hachi Desorō" (em japonês: 激突! ベスト8出そろう)                                                  | Colisão - Os Oito Melhores Times      | 5 de Junho de 1993     |
| 34  | "Batalha Mortal com 0,05% de Chance de Vitória!" Transliteração: "Shōritsu Maru Ten Maru Go Pāsento no Shitō!" (em japonês: 勝率0.05%の死闘!)                                  | A Complicada Guerra                   | 12 de Junho de 1993    |
| 35  | "Identidade da Mascarada?! A Bela Guerreira" Transliteração: "Fukumen no Shōtai?! Utsukushiki Senshi" (em japonês: 覆面の正体?! 美しき戦士)                                    | A Bela Guerreira Mascarada            | 19 de Junho de 1993    |
| 36  | "Ambição Destruída! O Batismo na Luz" Transliteração: "Yabō o Funsai! Hikari no Senrei" (em japonês: 野望を粉砕! 光りの洗礼)                                                   | A Purificação                         | 26 de Junho de 1993    |
| 37  | "Os Ninjas das Trevas - Time Mashoutsukai" Transliteração: "Yami no Shinobi - Mashōtsukai Chīmu" (em japonês: 闇の忍・魔性使いチーム)                                          | Os Ninjas das Trevas                  | 3 de Julho de 1993     |
| 38  | "Kurama Aterrorizado! A Maquiagem da Morte" Transliteração: "Kurama Muzan! Shi no Keshō" (em japonês: 蔵馬無惨! 死の化粧)                                                      | A Persistência de Kurama              | 10 de Julho de 1993    |
| 39  | "Aniquilação! O Punho Furioso de Yusuke" Transliteração: "Funsai! Yūsuke Ikari no Tekken" (em japonês: 粉砕! 幽助怒りの鉄拳)                                                   | A Explosão de Yusuke                  | 17 de Julho de 1993    |
| 40  | "Jin, o Domador do Vento! Tempestuosa Batalha Aérea" Transliteração: "Kazetsukai Jin! Arashi no Kuchūsen" (em japonês: 風使い陣! 嵐の空中戦)                                   | Jin, o Homem-vento                    | 24 de Julho de 1993    |
| 41  | "Reiko-dan! Uma Conclusão Inesperada?!" Transliteração: "Reikōdan! Igai na Ketchaku?!" (em japonês: 霊光弾! 意外な決着?!)                                                      | A Derrota Inesperada                  | 31 de Julho de 1993    |
| 42  | "Kuwabara Preparado para a Morte! O Ataque do Amor" Transliteração: "Kesshi no Kuwabara! Ai no Totsugeki" (em japonês: 決死の桑原! 愛の突撃)                                   | A Determinação de Kuwabara            | 7 de Agosto de 1993    |
| 43  | "A Verdadeira Identidade da Guerreira Mascarada" Transliteração: "Fukumen Senshi no Kubishiki Sugao" (em japonês: 覆面戦士の厳しき素顔)                                        | A Fisionomia Severa da Mascarada      | 14 de Agosto de 1993   |
| 44  | "A Maior Provação de Genkai" Transliteração: "Genkai Kara no Saidai no Shiren" (em japonês: 幻海からの最大の試練)                                                              | A Suprema Doutrina                    | 21 de Agosto de 1993   |
| 45  | "Hiei Luta de Novo! Vá, Dragão das Trevas!" Transliteração: "Hiei Rensen! Gekite Kokuryūha!" (em japonês: 飛影連戦! 撃て黒龍波!)                                               | Hiei e as Chamas Negras Mortais       | 28 de Agosto de 1993   |
| 46  | "Terrível! A Transformação de Kuromomotaro" Transliteração: "Senritsu! Kuromomotarō no Henshin" (em japonês: 戦慄! 黒桃太郎の変身)                                             | A Transformação de Kuromomotaru       | 4 de Setembro de 1993  |
| 47  | "O Lendário Ladrão! Kurama Youko" Transliteração: "Densetsu no Tōsoku! Yōko Kurama" (em japonês: 伝説の盗賊! 妖狐・蔵馬)                                                       | O Ladrão Lendário Kurama Youko        | 11 de Setembro de 1993 |
| 48  | "Item das Trevas: A Manta da Morte" Transliteração: "Yami Aitemu - Shide no Hagoromo" (em japonês: 闇アイテム・死出の羽衣)                                                     | A Manta da Morte                      | 18 de Setembro de 1993 |
| 49  | "Poder Remanescente! A Batalha Mortal de Genkai" Transliteração: "Sareta Chikara! Genkai no Shitō" (em japonês: 残された力! 幻海の死闘)                                        | As Últimas Forças de Genkai           | 25 de Setembro de 1993 |
| 50  | "Combate de Demônios: O Desafio de Suzuki!" Transliteração: "Matōka - Suzuki no Momosen!" (em japonês: 魔闘家・鈴木の挑戦!)                                                    | O Desafio de Suzuki                   | 2 de Outubro de 1993   |
| 51  | "Confronto do Destino! A Sombra de Toguro" Transliteração: "Shukumei no Taiketsu! Toguro no Kage" (em japonês: 宿命の対決! 戸愚呂の影)                                         | A Sombra de Toguro                    | 9 de Outubro de 1993   |
| 52  | "Genkai Tomba! Um Desfecho Depois de 50 Anos" Transliteração: "Genkai Chiru! 50 Nen-me no Ketchaku" (em japonês: 幻海散る! 50年目の決着)                                       | A Partida de Genkai                   | 16 de Outubro de 1993  |
| 53  | "Antes da Tempestade! Supere a Tristeza" Transliteração: "Arashi no Mae! Kanashimi o Koete" (em japonês: 嵐の前! 悲しみを越えて)                                               | A Tempestade Vem - Supere a Tristeza  | 23 de Outubro de 1993  |
| 54  | "Começa a Turbulenta Batalha Final!" Transliteração: "Haran no Kesshō Sen Kaishi!" (em japonês: 波瀾の決勝戦開始!)                                                             | Início da Tumultuada Batalha          | 30 de Outubro de 1993  |
| 55  | "Explosão! O Despertar de Youko" Transliteração: "Bakuretsu! Mezameta Yōko" (em japonês: 爆烈! 目覚めた妖狐)                                                                   | A Ressurreição de Kurama Youko        | 6 de Novembro de 1993  |
| 56  | "Kurama Preparado para a Morte! A Última Cartada" Transliteração: "Kesshi no Kurama! Saigo no Shudan" (em japonês: 決死の蔵馬! 最後の手段)                                     | A Última Cartada de Kurama            | 13 de Novembro de 1993 |
| 57  | "Intimidação! Bui Remove sua Armadura" Transliteração: "Kyōi! Yoroi o Hazushi Ta Bui" (em japonês: 脅威! 鎧を外した武威)                                                       | A Ameaça de Buí                       | 20 de Novembro de 1993 |
| 58  | "A Técnica Secreta Suprema! Ruja, Dragão das Trevas" Transliteração: "Kyūkyoku Ougi! Hoero Kokuryūha" (em japonês: 究極奥義! ほえろ黒龍波)                                     | O Golpe Mortal - As Chamas Negras     | 27 de Novembro de 1993 |
| 59  | "A Estranha Sombra do Toguro Mais Velho" Transliteração: "Toguro Ani no Bukimi na Kage" (em japonês: 戸愚呂兄の不気味な影)                                                     | A Estranha Sombra de Toguro           | 4 de Dezembro de 1993  |
| 60  | "Explosão da Ira! O Contra-ataque de Kuwabara" Transliteração: "Ikari Bakuhatsu! Kuwabara no Hangeki" (em japonês: 怒り爆発! 桑原の反撃)                                       | O Ódio Explode - O Ataque de Kuwabara | 11 de Dezembro de 1993 |
| 61  | "Confronto do Destino! Começa a Tempestuosa Batalha dos Capitães" Transliteração: "Shukumei no Taiketsu! Arashi no Taishō Sen Kaishi" (em japonês: 宿命の対決! 嵐の大将戦開始) | O Confronto de Dois Grandes Lutadores | 18 de Dezembro de 1993 |
| 62  | "O Terrível Toguro com 100%!" Transliteração: "Toguro Hyaku Pāsento no Kyōfu!" (em japonês: 戸愚呂100%の恐怖!)                                                                 | O Poder Total de Toguro               | 25 de Dezembro de 1993 |
| 63  | "Yusuke! A Triste Provação para Genkai" Transliteração: "Yūsuke! Genkai e no Kanashii Shiren" (em japonês: 幽助! 限界への悲しい試練)                                           | Yusuke e a Doutrina Suprema           | 8 de Janeiro de 1994   |
| 64  | "Conclusão da Batalha Mortal! O Último Poder Supremo" Transliteração: "Shitō Ketchaku! Saigo no Furu Pawā" (em japonês: 死闘決着! 最後のフルパワー)                            | A Última Batalha                      | 15 de Janeiro de 1994  |
| 65  | "O Estádio Desaparece Junto com a Ambição" Transliteração: "Tōgijō to Tomoni Kieru Yabō" (em japonês: 闘技場と共に消える野望)                                                  | A Explosão do Estádio                 | 22 de Janeiro de 1994  |
| 66  | "A Recompensa de Toguro: Seu Maior Desejo" Transliteração: "Toguro no Tsugunai: Ichiban no Nozomi" (em japonês: 戸愚呂の償い・一番の望み)                                      | A Recompensa de Toguro                | 29 de Janeiro de 1994  |

## Saga do Capítulo Negro
| N.º | Título original | Título no Brasil                             | Exibição original       |
| --- | --- | -------------------------------------------- | ----------------------- |
| 67  | "Um Novo Prólogo" Transliteração: "Aratanaru Purorōgu" (em japonês: 新たなるプロローグ)                                                             | Um Novo Prólogo                              | 5 de Fevereiro de 1994  |
| 68  | "As Armadilhas Escondidas da Mansão Yojigen" Transliteração: "Yojigen Yashiki ni Hisomu Wana" (em japonês: 四次元屋敷にひそむ罠)                    | A Armadilha na Mansão Yojiken                | 12 de Fevereiro de 1994 |
| 69  | "O Poder do Tabu! A Inteligência de Kurama" Transliteração: "Tabū no Pawā! Kurama no Zunō" (em japonês: 禁句のパワー! 蔵馬の頭脳)                   | A Inteligência de Kurama                     | 19 de Fevereiro de 1994 |
| 70  | "A Terrível Verdade! Um Novo Enigma" Transliteração: "Osorubeki Shinjitsu! Arata na Nazo" (em japonês: 恐るべき真実! 新たな謎)                      | Um Novo Enigma                               | 26 de Fevereiro de 1994 |
| 71  | "O Terror que se Aproxima! O Portão do Mundo das Trevas" Transliteração: "Semari kuru Kyōfu! Makai no Tobira" (em japonês: 迫り来る恐怖! 魔界の扉)  | O Terrível Portão das Trevas                 | 5 de Março de 1994      |
| 72  | "Mensageiro do Mundo das Trevas! Os Sete Inimigos" Transliteração: "Makai no Shisha! Nana-nin no Teki" (em japonês: 魔界の使者! 七人の敵)           | Os Sete Inimigos                             | 12 de Março de 1994     |
| 73  | "A Mão Maligna do Doutor Sorrateiro" Transliteração: "Shinobiyoru Dokutā no Ma no Te" (em japonês: 忍び寄るドクターの魔の手)                        | Doutor, o Misterioso Inimigo                 | 19 de Março de 1994     |
| 74  | "Acabe com o Território!!" Transliteração: "Teritorī o Uchi Yabure!!" (em japonês: テリトリーを打ちやぶれ!!)                                        | Acabe com o Território                       | 26 de Março de 1994     |
| 75  | "Seaman - As Armadilhas Escondidas na Chuva" Transliteração: "Shīman - Ame ni Hisomu Wana" (em japonês: シーマン・雨に潜む罠)                       | Seaman e a sua Armadilha                     | 2 de Abril de 1994      |
| 76  | "Kuwabara Ressuscita?! O Despertar do Poder" Transliteração: "Kuwabara Fukkatsu?! Mezameta Chikara" (em japonês: 桑原復活?! 目覚めた力)             | A Ressurreição de Kuwabara! A Volta do Poder | 9 de Abril de 1994      |
| 77  | "O Passado Negro do Detetive Espiritual" Transliteração: "Reikai Tantei no Kuroi Kako" (em japonês: 霊界探偵の黒い過去)                             | O Passado Negro do Detetive Espiritual       | 16 de Abril de 1994     |
| 78  | "Ataque! O Dark Angel" Transliteração: "Shutsugeki! Dāku Enjeru" (em japonês: 出撃! ダークエンジェル)                                               | O Ataque do Dark Angel                       | 23 de Abril de 1994     |
| 79  | "A Corrida de Yusuke! Salve Kuwabara!" Transliteração: "Yūsuke Gekisō! Kuwabara o Sukue!" (em japonês: 幽助激走! 桑原を救え!)                       | A Perseguição de Yusuke                      | 30 de Abril de 1994     |
| 80  | "O Alvo de Hagiri! A Cruz que Marca a Morte" Transliteração: "Hagiri no Hyōteki! Shimon Jūji Madara" (em japonês: 刃霧の標的! 死紋十字斑)           | Hagiri e o Alvo da Morte                     | 7 de Maio de 1994       |
| 81  | "O Mundo dos Jogos Dentro da Caverna" Transliteração: "Dōkutsu no Naka no Gēmu Wārudo" (em japonês: 洞窟の中のゲームワールド)                       | Guerra na Caverna                            | 14 de Maio de 1994      |
| 82  | "A Temível Habilidade de Game Master" Transliteração: "Gēmu Masutā Kyōi no Jitsuryoku" (em japonês: ゲームマスター脅威の実力)                       | A Ameaça de Game Master                      | 21 de Maio de 1994      |
| 83  | "O Último Recurso! A Decisão de Kurama" Transliteração: "Nokosareta Shudan! Kurama no Ketsudan" (em japonês: 残された手段! 蔵馬の決断)              | A Decisão Firme de Kurama                    | 28 de Maio de 1994      |
| 84  | "A Ira de Kurama! Qual a Sua Verdadeira Identidade?!" Transliteração: "Kurama no Ikari! Shōtai wa Dare da?!" (em japonês: 蔵馬の怒り! 正体は誰だ?!) | O Ódio de Kurama                             | 4 de Junho de 1994      |
| 85  | "Detetives Espirituais: A Batalha Um Contra Um" Transliteração: "Reikai Tantei: Shukumei no Ikki Uchi" (em japonês: 霊界探偵・宿命の一騎討ち)       | O Combate do Detetive Sobrenatural           | 11 de Junho de 1994     |
| 86  | "A Dura Batalha de Yusuke! Diferença Decisiva" Transliteração: "Yūsuke Kusen! Ketteitekina Sa" (em japonês: 幽助苦戦! 決定的な差)                   | A Dura Batalha de Yusuke                     | 18 de Junho de 1994     |
| 87  | "Koenma: O Decisivo Mafuukan!" Transliteração: "Koenma: Kakugo no Mafūkan!" (em japonês: コエンマ・覚悟の魔封環!)                                   | Koenma e o Golpe Secreto Mafuukan            | 25 de Junho de 1994     |
| 88  | "Sensui: Liberadado o Seikoki" Transliteração: "Sensui: Tokihanatareta Seikōki" (em japonês: 仙水・解き放たれた聖光気)                              | Sensui e o Golpe Seikoki                     | 2 de Julho de 1994      |
| 89  | "Presságio! O Momento em que Tudo Para" Transliteração: "Yokan! Subete ga Tomaru Toki" (em japonês: 予感! 全てが止まる時)                           | A Morte de Yusuke                            | 9 de Julho de 1994      |
| 90  | "Carregando a Vontade do Amigo!" Transliteração: "Tomo no Ishi o Tsuge!" (em japonês: 友の意志を継げ!)                                              | A Vontade do Amigo Continua                  | 16 de Julho de 1994     |
| 91  | "Hora do Despertar! De Volta à Batalha" Transliteração: "Kakusei no Toki! Batoru Futatabi" (em japonês: 覚醒の時! バトル再び)                       | O Patrulhamento                              | 23 de Julho de 1994     |
| 92  | "A Luta Suprema! A Prova da Descendência Demoníaca" Transliteração: "Kyūkyoku no Tatakai! Mazoku no Akashi" (em japonês: 究極の戦い! 魔族の証)      | A Luta Extrema                               | 30 de Julho de 1994     |
| 93  | "Decisão! Batalha Mortal no Mundo das Trevas" Transliteração: "Ketchaku! Makai no Shitō!" (em japonês: 決着! 魔界の死闘!)                           | A Batalha Violenta                           | 6 de Agosto de 1994     |
| 94  | "Epílogo! Rumo ao Amanhã!" Transliteração: "Epirōgu! Ashita e!" (em japonês: エピローグ! 明日へ!)                                                   | Epílogo: O Amanhã                            | 13 de Agosto de 1994    |

## Saga dos Três Reis
| N.º | Título original | Título no Brasil                      | Exibição original      |
| --- | --- | ------------------------------------- | ---------------------- |
| 95  | "O Destino de Yusuke - Passos Perigosos" Transliteração: "Yūsuke no Unmei - Kiken no Ashioto" (em japonês: 幽助の運命・危険の足音)                     | O Destino de Yusuke                   | 20 de Agosto de 1994   |
| 96  | "Visitantes das Trevas - O Mistério se Intensifica" Transliteração: "Yami no Hōmon-sha - Fukamaru Nazo" (em japonês: 闇の訪問者・深まる謎)             | Os Visitantes das Trevas              | 27 de Agosto de 1994   |
| 97  | "Partida - O Caminho de Cada Um" Transliteração: "Wakare - Sorezore no Tabidachi" (em japonês: 別れ・それぞれの旅立ち)                                 | A Despedida                           | 3 de Setembro de 1994  |
| 98  | "Para o Mundo das Trevas! Encontro com o Pai" Transliteração: "Makai e! Chichi to no Taimen" (em japonês: 魔界へ! 父との対面)                          | O Confronto com o Pai                 | 10 de Setembro de 1994 |
| 99  | "Memórias Inesquecíveis - O Momento do Nascimento" Transliteração: "Wasure'enu Kioku - Tanjō no Toki" (em japonês: 忘れ得ぬ記憶・誕生の時)             | Lembrança Inesquecível                | 17 de Setembro de 1994 |
| 100 | "O Segredo do Jagan é Revelado" Transliteração: "Akasareru Jagan no Himitsu" (em japonês: 明かされる邪眼の秘密)                                        | O Segredo do Olho Diabólico           | 24 de Setembro de 1994 |
| 101 | "Ladrão do Mundo das Trevas - A Reunião de Mil Anos" Transliteração: "Makai Tōzoku - Sennen-me no Saikai" (em japonês: 魔界盗賊・千年目の再会)         | O Ladrão das Trevas                   | 1 de Outubro de 1994   |
| 102 | "A Mudança de Youko! A Assustadora Sede de Sangue" Transliteração: "Yōko Henka! Shinobiyoru Satsui" (em japonês: 妖狐変化! 忍び寄る殺意)               | A Mudança de Kurama Youko             | 8 de Outubro de 1994   |
| 103 | "As Últimas Palavras do Pai - Sentimentos de um Dia Distante" Transliteração: "Chichi no Yuigon - Tōi Hi no Omoi" (em japonês: 父の遺言・遠い日の想い) | As Últimas Palavras de Raizen         | 15 de Outubro de 1994  |
| 104 | "Proposta Inesperada - Mudança no Mundo das Trevas" Transliteração: "Igai na Teian - Makai no Hendō" (em japonês: 意外な提案・魔界の変動)              | A Estranha Proposta                   | 22 de Outubro de 1994  |
| 105 | "Torneio do Mundo das Trevas - Começam as Preliminares!" Transliteração: "Makai Taisen - Yosen Kaishi!" (em japonês: 魔界大戦・予選開始!)              | O Início do Novo Torneio              | 29 de Outubro de 1994  |
| 106 | "Luta Entre Pai e Filho! Yomi e Shura" Transliteração: "Tatakau Oyako! Yomi to Shura" (em japonês: 闘う親子! 黄泉と修羅)                               | A Luta Entre Pai e Filho              | 5 de Novembro de 1994  |
| 107 | "Uma Luta Violenta! Homens Lutando Pelos Seus Sonhos" Transliteração: "Gekitō! Yume ni Kaketa Otoko-tachi" (em japonês: 激闘! 夢に賭けた男たち)        | A Luta Violenta                       | 12 de Novembro de 1994 |
| 108 | "Kurama, o Desligamento com o Passado" Transliteração: "Kurama, Kako to no Ketsubetsu" (em japonês: 蔵馬、過去との決別)                                | Kurama e o Desligamento com o Passado | 19 de Novembro de 1994 |
| 109 | "Confronto! Hiei e Mukuro" Transliteração: "Taiketsu! Hiei to Mukuro" (em japonês: 対決! 飛影とムクロ)                                                 | A Luta Entre Hiei e Mukuro            | 26 de Novembro de 1994 |
| 110 | "Meu Poder - É Tudo o que Tenho!" Transliteração: "Ore no Chikara - Kore ga Subete Da!" (em japonês: 俺の力・これが全てだ!)                            | A Força Total                         | 3 de Dezembro de 1994  |
| 111 | "Conclusão! O Fim do Confronto" Transliteração: "Ketchaku! Gekitō no Hate ni" (em japonês: 決着! 激闘の果てに)                                         | A Decisão Final                       | 10 de Dezembro de 1994 |
| 112 | "Para Sempre! Yu Yu Hakusho" Transliteração: "Fōebā! Yū Yū Hakusho" (em japonês: フォーエバー! 幽遊白書)                                               | Eternamente Yu Yu Hakusho             | 17 de Dezembro de 1994 |